# Alcithoe chathamensis
Alcithoe chathamensis là một loài ốc biển sâu, kích thước trung bình, là động vật thân mềm chân bụng sống ở biển trong họ Volutidae, họ ốc dừa.